# هيني كو أتاتا
هینی کو أتاتا (بالإنجليزية: Hine- Kau - Ataata)‏ أول طفل ولد على الأرض حسب ميثولوجيا ماوري. إنها ابنة ماريكوريكو Marikoriko المرأة الأولى وتيكي Tiki الرجل الأول. عندما ولدت ظهرت الغيوم، مبشرة بأول مطر للفصل – وهي بشارة نجاح. فتدفقت الأنهار ولكن دون فيضانات ثم ظهر نور الصباح. اسمها يعني «المرأة الوحيدة اللطيفة» أو «سيدة الظلال العامة اللطيفة الأولى».